# Early adopter
Early adopters (engelska för "tidiga brukare") är ett kundsegment som är viktigt under en viss fas i utvecklingen av innovativa produkter. Till skillnad från de allra första kunderna som investerar i en ny och riskfylld produkt har early adopters vanligen inga krav på förändringar i specifikationen, utan är bara måna om att vara trendsättare genom att vara de första att införskaffa det allra senaste. Early adopters är vanligen populära individer, välutbildade och ses som förebilder i sina sociala umgängeskretsar.
Early adopters är en del av begreppsapparaten runt diffusionsteorier inom innovation. Dessa formulerades första gången av Everett Rogers (1962) i boken Diffusion of Innovations.